# Kanton La Plaine-des-Palmistes
Der Kanton La Plaine-des-Palmistes war von 1949 bis 2015 ein französischer Wahlkreis im Arrondissement Saint-Benoît des Übersee-Départements Réunion. Er umfasste die Gemeinde La Plaine-des-Palmistes.

## Bevölkerungsentwicklung
| 1967  | 1974  | 1982  | 1990  | 1999  | 2006  |
| ----- | ----- | ----- | ----- | ----- | ----- |
| 2.304 | 2.062 | 2.020 | 2.676 | 3.433 | 4.518 |